# Armoriale dei comuni della provincia di Ravenna

Stemma della Provincia di Ravenna

Questa pagina contiene le armi (stemmi e blasonature) dei comuni della provincia di Ravenna.
| Stemma                                             | Comune e blasonatura | Gonfalone e Bandiera |
| -------------------------------------------------- | --- | -------------------- |
|                                                    | Alfonsine D'azzurro al pino d'Italia al naturale di verde, fustato di marrone, nodrito dalla campagna erbosa del primo, addestrato dal leone d'oro rivoltato coricato sulla campagna Gonfalone: drappo di azzurro… |                      |
|                                                    | Bagnacavallo Cavallo argentato, su sfondo rosso, di fianco, rivolto a sinistra, con gli zoccoli, di cui l'anteriore sinistro sollevato, in poca acqua di colore azzurro, il tutto in scudo di forma sannitico moderno. [...] Sotto le fronde è posto un nastro azzurro recante, in argento, la scritta "Ingredior rhoebus cyllaros egredior" Gonfalone: Drappo rettangolare, suddiviso verticalmente in due bande di colore bianco, a sinistra, e rosso, a destra, recante al centro lo stemma del comune |                      |
|                                                    | Bagnara di Romagna D'azzurro alla fontana d'argento zampillante e scorrente posta su campagna di verde; affrontati dentro la vasca due putti di carnagione nell'atto di bagnarsi le mani protese. Ornamenti esteriori da Comune Concessione stemma con D.P.R. del 27 giugno 1962 Gonfalone: Drappo partito, di bianco e di azzurro, riccamente ornato di ricami d'argento e caricato dello stemma sopra descritto con la iscrizione centrata in argento: Comune di Bagnara di Romagna Concessione stemma con D.P.R. del 27 giugno 1962 |                      |
|                                                    | Brisighella D'azzurro, al capro rampante d'argento con le corna d'oro Gonfalone: drappo troncato di azzurro e di verde… |                      |
|                                                    | Casola Valsenio |                      |
|                                                    | Castel Bolognese D'argento alla catena di ferro posta in banda accostata da due rose cucite d'oro; alla croce patente di rosso posta sul tutto ed attraversante. Ornamenti esteriori del Comune Concessione stemma con D.C.G. del 30 maggio 1940 Gonfalone: drappo partito di rosso e di blu… |                      |
|                                                    | Cervia Cervo d'oro in atto di coricarsi su verde terreno, su scudo d'azzurro Gonfalone: Drappo partito di azzurro e di giallo con stemma araldico al centro e la scritta Comunitas Civitatis Cerviae |                      |
|                                                    | Conselice di rosso al luccio d'oro sinistrato da una tenca d'argento, in palo, alla pigna pendente dal capo. Ornamenti esteriori da Comune R.D. del 21 settembre 1933 Gonfalone: Drappo di colore rosso... |                      |
|                                                    | Cotignola Leone d'oro, rampante, che regge con la zampa anteriore sinistra un pomo cotogno giallo, provvisto di un ramo verde lungo fino a terra vestito di foglie, ramo al quale è poggiata la zampa inferiore destra, mentre la zampa anteriore destra è alzata; il tutto in scudo verticale con campo azzurro. Sovrasta lo scudo un berretto rinascimentale con corona, sormontato nella parte anteriore da un drago crestato con zampe sporgenti che tengono tra gli artigli un grande anello gemmato; sugli aculei della cresta sono infissi anelli più piccoli. La testa del drago è una testa umana barbata, baffuta e ben pettinata. Il colore di anelli minori, terminali e ornamenti della corona è giallo; il resto è di colore terra di Siena. Lo stemma è corredato dal motto "Fragrantia durat herculea capta manu" Gonfalone: drappo di azzurro… |                      |
|                                                    | Faenza D'argento al leone di rosso, armato, lampassato e coronato d'oro, impugnante con la branca destra anteriore una spada al naturale, manicata d'oro, posta in sbarra. Capo d'azzurro, caricato di cinque gigli d'oro, posti in fascia, fra un lambello di sei pendenti, di rosso. Ornamenti esteriori da Comune Concessione stemma con D.C.G. del 5 luglio 1928 Gonfalone: drappo troncato di bianco e di azzurro… |                      |
|                                                    | Fusignano Di rosso al fuso dorato in palo. Ornamenti esteriori di città |                      |
|                                                    | Lugo Gonfalone: Drappo di bianco... |                      |
|                                                    | Massa Lombarda |                      |
|                                                    | Ravenna Due campi oro e rosso, contenenti due leoni - dell'un colore nell'altro - controrampanti e affrontati ad un pino verde fruttato d'oro, sradicato e posto nella partizione Gonfalone: drappo partito di giallo e di rosso… |                      |
|                                                    | Riolo Terme D'azzurro al ponte d'oro, murato di nero, di due arcate, sostenente a destra la sentinella posta in maestà, di carnagione, barbuta di nero, coperta dal cappello seicentesco dello stesso, vestita col robone di porpora, con ampio bavero circolare d'oro, impugnante l'archibugio aperto al naturale, posto in banda; a sinistra la torre di oro, murata di nero, chiusa e finestrata di due di rosso, merlata di quattro alla ghibellina. Ornamenti esteriori da Comune Gonfalone: Drappo troncato di giallo e di rosso riccamente ornato di ricami d'argento e caricato dello stemma sopra descritto con la iscrizione centrata in argento: Comune di Riolo Terme |                      |
|                                                    | Russi D'azzurro, alla torre d'oro di un palco, con bertesca merlata alla ghibellina, torricellata di un pezzo e finestrata di nero, movente dal terreno di verde R.D. del 16 giugno 1878, RR.LL.PP. del 28 ottobre 1878 Gonfalone: drappo di azzurro… |                      |
|                                                    | Sant'Agata sul Santerno |                      |
| Stemma in uso nel 1950 Stemma in uso sul gonfalone | Solarolo D'azzurro, a tre covoni di rosso, posti l'uno accanto all'altro, sinistrati da una torre d'argento, munita di tre merli alla ghibellina, il tutto attraversante una campagna d'oro; l'insieme accompagnato nel cantone destro del capo da un sole figurato e radioso d'oro Stemma in uso nel 1950: d'azzurro, a fiori di rosso, posti l'uno accanto all'altro, sinistrati da una torre d'argento, munita di tre merli alla ghibellina, il tutto attraversante una campagna d'oro; l'insieme accompagnato nel cantone destro del capo da un sole figurato e radioso d'oro Gonfalone: drappo troncato di bianco e di rosso… |                      |